# Bierum
Bierum – wieś w Holandii, w prowincji Groningen, w gminie Delfzijl. Była siedzibą oddzielnej gminy do roku 1990.